# غدب عالي
غدب عالي (باللاتينية: Scrophularia elatior ) هو نوع نباتي يتبع جنس الغدب من الفصيلة الغدبية.